# Olivier Bausset
Olivier Bausset (* 1. Februar 1982 in Avignon) ist ein ehemaliger französischer Segler.

## Erfolge
Olivier Bausset nahm an den Olympischen Spielen 2008 in Peking in der 470er Jolle teil. Gemeinsam mit Nicolas Charbonnier belegte er den dritten Platz hinter Nathan Wilmot und Malcolm Page sowie Joe Glanfield und Nick Rogers. Mit einer Gesamtpunktzahl von 78 Punkten erhielten sie die Bronzemedaille vor den punktgleichen Niederländern, die im entscheidenden medal race einen Platz hinter den beiden Franzosen ins Ziel eingelaufen waren. Bereits im Jahr zuvor wurde Bausset mit Charbonnier Vizeeuropameister. Nach den Spielen beendete er seine Karriere.